# Megalochoerus
A Megalochoerus az emlősök (Mammalia) osztályának párosujjú patások (Artiodactyla) rendjébe, ezen belül a disznófélék (Suidae) családjába tartozó fosszilis nem.

## Tudnivalók
A Megalochoerus-fajok a miocén kor idején éltek, ott ahol ma Afrika van. Korábban ezt a taxont és a benne levő fajokat, az eurázsiai Kubanochoerus szinonimájának vélték, a fajokat pedig Kubanochoerus-fajoknak számítottak; azonban a további kutatások bebizonyították, hogy egy önálló afrikai disznócsoportról van szó.

## Rendszerezésük
A nembe az alábbi 3 faj tartozik:
- Megalochoerus humongus Pickford, 1993 - típusfaj
- Megalochoerus khinzikebirus (Wilkinson, 1976)
- Megalochoerus marymuunguae (Made, 1996)

## Fordítás
- Ez a szócikk részben vagy egészben  a   Megalochoerus című angol Wikipédia-szócikk ezen változatának fordításán alapul.  Az eredeti cikk szerkesztőit annak laptörténete sorolja fel. Ez a jelzés csupán a megfogalmazás eredetét és a szerzői jogokat jelzi, nem szolgál a cikkben szereplő információk forrásmegjelöléseként.